# Ampelosaurus
Genre
Espèce
Ampelosaurus (« lézard du vignoble ») est un dinosaure sauropode de la famille des Titanosauridae. Il vivait en France, au Crétacé supérieur, il y a 70 à 66 millions d'années.
Ce genre a une seule espèce, et est donc l'espèce type, Ampelosaurus atacis.

## Généralités

Ampelosaurus comparé à la taille d'un humain.

Ampelosaurus mesurait environ 20 mètres de long, 4 mètres de haut et pesait 15 tonnes. 
Comme beaucoup de sauropodes il était bâti avec un long cou, une petite tête et une longue queue. Son dos était recouvert de plaques osseuses. Ses dents émoussées et son absence de joues ne lui permettaient pas de mastiquer les végétaux et sans doute ingurgitait-il des gastrolithes afin d’aider à leur digestion.

## Étymologie
Le paléontologue français Jean Le Loeuff a décrit et nommé ce dinosaure en 1995. Le nom générique est dérivé des mots grecs ampelos (vigne) et sauros (lézard), parce que les restes fossiles ont été trouvés près du vignoble de la blanquette de Limoux dans le Midi de la France. Le nom spécifique de l’unique espèce, Ampelosaurus atacis, vient de l’Aude qui se dit Atax en latin.

## Inventaire des fossiles retrouvés
Les premiers restes ont été trouvés dans un gisement découvert en 1989, près de Campagne-sur-Aude. Depuis, la plupart des os du squelette de ce dinosaure ont été retrouvés, y compris une grande partie du crâne. Quatre ostéodermes de tailles et de formes différentes ont été aussi relevés. Ce matériel provient de plusieurs individus.
En 2000, un squelette relativement complet d'un jeune adulte a été découvert par une étudiante, Eva Morvan, sous la direction de Jean Le Loeuff, ce qui a valu à ce fossile le surnom d' « Eva »,,, fossile exposé depuis 2007 au Musée des Dinosaures d'Espéraza. Le squelette a été retrouvé avec la plus grande partie du crâne et la mâchoire inférieure.
Les caractéristiques des vertèbres de la queue et la présence d'ostéodermes indiquent qu'Ampelosaurus appartient aux Lithostrotia, un groupe de titanosauriens dérivé qui inclut aussi Alamosaurus et Saltasaurus. Cependant, ceci n'a pas été montré de façon concluante car Ampelosaurus n'a jamais été inclus dans une analyse cladistique.

## Dans la culture et les médias
L'Ampelosaurus est présenté lors d'un C'est pas sorcier consacré aux dinosaures ou Fred se rend à Espéraza.